# Walter Gaitán
Walter Nicolás Gaitán Sayavedra (La Rioja, 13 de març de 1977) és un futbolista argentí que juga com a centrecampista.
Ha militat en diverses lligues del món inclosa la Lliga Espanyola amb l'equip Vila-real, encara que la seua millor etapa fins al moment a estat amb en l'equip Tigres de la Primera divisió mexicana, on va ser peça important fins al 30 de setembre del 2007.

## Trajectòria
Es distingeix per manejar la pilota amb elegància, d'ací el seu sobrenom "El Diví" i per marcar gols espectaculars, com un molt recordat des de la mitja pista a l'equip Mexicà Monarques Morelia vestint la casaca dels Tigres.
Gaitán va començar la seua carrera com futbolista en el Rosario Central de l'Argentina en 1997. En el 2000 va passar al Vila-real CF en València i va tornar a terres pamperes per al Boca Juniors en el 2001, on va ser campió de la Copa Libertadores fent una bona amistat amb Juan Román Riquelme.
Després d'això va arribar a Monterrey Nou León, Mèxic com reforç per a l'equip Tigres, en el Torneig Obertura 2002 comanda per l'experimentat tècnic brasiler Ricardo "Tuca" Ferretti
A partir d'ahi tot van ser èxits per al centrecampista pampero amb l'equip félino, arribant a consagrar-se com una de les millors contractacions del futbol mexicà de la dècada, va anar fins després d'un enlluernador any 2005, on Gaitan va presentar una baixa de joc important que ho va marginar a la banca del seu equip, fins i tot el va decidir eixir del planter abans de finalitzar el torneig, demanant un permís de 3 mesos per a resoldre problemes personals. AL complir-se aquest permís, retorna al club Tigres on entrena aproximadament una setmana, després la directiva regiomontana anuncia l'eixida de l'equip de Gaitán mitjançant un comunicat argumentant que van ser motius personals del futbolista la causa de la baixa del planter, sent transferit als Rayos del Necaxa al desembre de 2007.
Com dada curiosa de l'eixida de Gaitan del Club Felino, es recorda entre les moltes mostres d'afecte ofertes a l'ídol Regiomontano, a un afeccionat que va detenir el viatge de l'acte del futbolista per a, enmig d'un apassionat plor, suplicar-li romanguera en l'equip, "no et vages Gaitán, queda't amb nosaltres", li deia el jove de 18 anys al volant argentí, qui commogut només agraïa el gest del xic i li consolava amb la promesa de "vaig a tornar, veuràs que tornaré".
Fins a la data "el Diví" ha marcat aproximadament 70 gols en la Lliga Mexicana de Futbol i en el cas dels Tigres és ja el segon millor golejador de la història d'eixe equip sol arrere de "El Jefe" Tomas Boy. Ara amb el Necaxa sumara més gols per a arribar a la important xifra dels 100 gols marcats en el Futbol Mexicà.
Els seus assoliments inclouen un títol de golege en el Torneig Mexicà al marcar 14 punts en el Torneig Obertura 2005 i haver marcat a la data 8 gols en clàssics regiomontanos, sent així el màxim golejador en aquestes trobades juntament amb Claudio "El Diablo" Núñez. El Diví Gaitan és ja considerat una icona de la institució felina, arribant fins i tot a formar part de l'onze ideal de tota la història del club al costat d'alguns dels "Monstres Consagrats" de l'equip com Barbadillo, Boy o Batocletti.
Actualment el jugador es troba en la llista de baixes i *transferibles del seu actual club el Necaxa per al torneig Clausura 2009, estant a l'espera que algun de club del futbol mostre interes a contractar els seus serveis, es rumoreja que podria anar a la divisió d'ascens del Futbol Mexicà.

## Clubs
| Club            | País | Año         |
| --------------- | ---- | ----------- |
| Rosario Central |      | 1995 - 1998 |
| Vila-real CF    |      | 1998 - 2000 |
| Boca Juniors    |      | 2001 - 2002 |
| Tigres          |      | 2002 - 2007 |
| Necaxa          |      | 2008 - 2009 |

## Pàlmares

### Campionats nacionals
| Título    | Club        | País  | Any  |
| --------- | ----------- | ----- | ---- |
| Interliga | Tigres UANL | Mèxic | 2005 |
| InterLiga | Tigres UANL | Mèxic | 2006 |

### Campionats internacionals
| Títol                        | Club         | País      | Any  |
| ---------------------------- | ------------ | --------- | ---- |
| Copa Libertadores de America | Boca Juniors | Argentina | 2001 |

### Distincions individuals
| Distinció        | Any           |
| ---------------- | ------------- |
| Campió de Goleig | Apertura 2005 |